# Marc Mayer i Olivé
Marc Mayer i Olivé (Barcelona, 21 de desembre de 1947) és un epigrafista i filòleg català.
Doctor per la Universitat de Barcelona (1972), ha estat catedràtic, en aquesta universitat i a la Universitat Autònoma de Barcelona, professor a la Universitat de Múrcia i catedràtic a la Universitat d'Alacant. També ha estat director del departament de filologia llatina de la Universitat de Barcelona.
És membre de l'Institut d'Estudis Catalans, de la Reial Acadèmia de Bones Lletres, de l'Acadèmia Europea i d'altres institucions catalanes, espanyoles i europees, entre les quals destaca el Deutsches Archäologisches Institut o l'Association Internationale d'Epigraphie Grecque et Latine. Doctor honoris causa per la Universitat de Budapest.
Ha dedicat una part important de la seva tasca de recerca a l'epigrafia i és un dels directors del Corpus Inscriptionum Latinarum corresponent a Hispania i dels Historia Augusta Colloquia. Ha publicat nombrosos estudis sobre inscripcions, literatura llatina i història romana (47 llibres o parts importants de llibre i 375 articles científics).
Ha fundat i dirigit la revista Faventia i pertany al consell de redacció d'altres revistes d'estudis clàssics i dirigeix entre altres Sylloge Epigraphica Barcinonensis. Ha estat president de l'Association Internationale d'Épigraphie Grecque et Latine i vicepresident de l'Association Internationale d'Études Classiques.
És autor, amb G. Fabre i I. Rodà, d'Inscriptions romaines de Catalogne (quatre volums, del 1984 al 1997), coordinador de "Roma a Catalunya" (1992) i editor d'un volum del Corpus Inscriptionum Latinarum (1994), amb G. Alföldy i A. U. Stylow. Participà amb altres autors en Història del món clàssic: Grècia i Roma (1997) i coordinà el volum Ciudades antiguas del Mediterráneo (1998) i Prehistòria i història antiga (1997).
El 1999, fou nomenat director general de Patrimoni Cultural, fins a l'any 2006.